# Andre Matos
Pour les articles homonymes, voir Matos.
Andre Coelho Matos est un chanteur brésilien né le 14 septembre 1971 à São Paulo et mort le 8 juin 2019 dans la même ville. 
Il a été successivement le chanteur des groupes de metal Viper, Angra et Shaman puis s'est consacré à sa carrière solo d'octobre 2006 à 2011 avant d'intégrer Symfonia.

## Biographie
Andre Matos est né et a vécu à São Paulo. C'est à dix ans qu'il débute la musique avec le piano.
Il rejoint à l'âge de treize ans le groupe Viper, groupe de heavy metal. Andre, qui était que pianiste, devient vite chanteur (notamment grâce à ses ressemblances physiques avec le chanteur de Iron Maiden, Bruce Dickinson).
Il enregistre avec eux deux albums, Soldiers of Sunrise en 1987 et Theatre of Fate en 1989, et connaît un certain succès au Brésil avant de quitter le groupe à la suite de dérives musicales.
Andre Matos met en pause le metal pour finir ses études, notamment musicales (spécialisation composition/orchestration) avant de former en 1991 le groupe Angra qui va révéler sa voix au monde.
Le groupe inaugure un style, le metal symphonique à la musicalité brésilienne, en s'inspirant des Allemands de Helloween, de la musique classique et des percussions brésiliennes. Ils réalisent une démo.
Le premier album, Angels Cry, connaît un fort succès en Europe et au Brésil, et Andre Matos montre sa technique grâce à la reprise de la chanson « Wuthering Heights » de Kate Bush, chanteuse réputée très technique vocalement, et très aiguë.
L'album Holy Land apporte au groupe sa gloire au Japon, puis en Europe, suivi d'un live en France : Holy Live.
Après un troisième album, Fireworks, moins bien accueilli mais tout aussi technique pour Andre, il décide de quitter le groupe en 2001, suivi par le bassiste Luis Mariutti et par le batteur Ricardo Confessori, à cause de divergences avec les deux guitaristes.
Une troisième ère s'ouvre avec Shaman, qui semble la bonne, avec l'arrivée de l'album Ritual, dans l'esprit d'Holy Land, avec en guitariste le frère de Luis, Hugo Mariutti. Mais l'album suivant, Reason, ne perce pas, la production est mauvaise (annulation des dates) et le groupe se sépare en 2006, laissant seul dans Shaaman Ricardo Confessori.
Il participe alors en 2006 à la tournée brésilienne de l'opéra des Who : Tommy.
Andre Matos se consacre ensuite à un projet solo avec Hugo et Luis Mariutti. Il réalise alors l'album Time to Be Free qui est sorti en France le 25 février 2008. Et en 2009 Mentalize.
En novembre 2010 il rejoint le groupe Symfonia formé par Timo Tolkki et enregistre en 2011 l'album In paradisum (en anglais Into paradise).
Courant 2011, il participe au concert d'Avantasia, avec entre autres Tobias Sammet, Michael Kiske et Kai Hansen.
L'année 2012 est l'occasion de poursuivre des concerts avec son groupe éponyme.
Andre Matos a également eu des projets parallèles, notamment avec Sascha Paeth (Virgo), Tobias Sammet's Avantasia, etc.
André Matos meurt le 8 juin 2019, selon plusieurs médias brésiliens, d’une crise cardiaque, cinq jours après avoir joué avec Avantasia,.

## Discographie

### Viper
- 1987 Soldiers Of Sunrise (Viper)
- 1989 Theatre Of Fate (Viper)

### Angra
- 1992 Reaching Horizons (Demo) (Angra)
- 1994 Angels Cry (Angra)
- 1994 Evil Warning (EP) (Angra)
- 1996 Holy Land (Angra)
- 1996 Freedom Call (EP) (Angra)
- 1996 Make Believe (Singles) (Angra)
- 1997 Make Believe (vidéo) (Angra)
- 1997 Holy Live (Angra)
- 1998 Fireworks (Angra)
- 1998 Lisbon (Single) (Angra)
- 1998 Acoustic … and More (Angra)
- 1999 Rainy Nights (Single) (Angra)
- 2001 Virgo (duo Sascha Paeth et Andre Matos)

### Shaman
- 2002 Ritual (Shaman)
- 2004 RituAlive (Shaman)
- 2005 Reason (Shaman)

### Sous son nom propre
- 2007 Time to Be Free (Andre Matos)
- 2009 Mentalize (Andre Matos)
- 2012 The Turn of the Lights (Andre Matos)

## Participations
- 1997 Gamma Ray - Rebellion In Sao Paulo '97 (bootleg live)
- 1997 Nepal - Manifiesto
- 1997 Rodrigo - Alves Suddenly
- 1998 Superior - Younique
- 1998 Time Machine - Eternity Ends
- 2000 Sagrado Coração da Terra - AAo Oeste do Sol, Oeste da Lua
- 2000 Looking Glass - Self Equinox (démo)
- 2000 Marcus Viana Speranza: Uma Odisséia Italiana
- 2001 Henceforth - I.Q.U.
- 2001 Karma - Into The Eyes
- 2001 Tobias Sammet Avantasia - The Metal Opera Parts I
- 2001 Divers Artistes William Shakespeare's Hamlet
- 2001 Polimetro Episodio (Bootleg Live)
- 2002 Tobias Sammet Avantasia - The Metal Opera Parts II
- 2002 Luca Turilli - Prophet Of The Last Eclipse
- 2003 Avalanch - Los Poetas Han Muertos
- 2003 Aina - Days Of Rising Doom
- 2003 Thalion - Another Sun
- 2003 Helloween - Hundreds All Around (bootleg live)
- 2006 Eyes Of Shiva - Deep
- 2006 Krusader - Angus
- 2010 Tobias Sammet Avantasia - The Wicked Symphony - Blizzard On A Broken Mirror
- 2011 Tobias Sammet Avantasia - The Flying Opera (Live Album)
- 2016 Art X - The Redemption Of Cain